# Cylichna krebsii
Cylichna krebsii is een slakkensoort uit de familie van de Cylichnidae. De wetenschappelijke naam van de soort is voor het eerst geldig gepubliceerd in 1875 door Mörch.